# Ixeris versicolor
Ixeris versicolor là một loài thực vật có hoa trong họ Cúc. Loài này được (fish. ex Link) Kitam. mô tả khoa học đầu tiên năm 1935.